# Chōko Iida

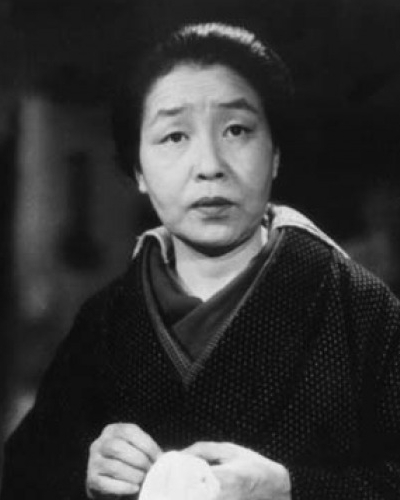
Choko Iida (1947)

Chōko Iida (japanisch 飯田 蝶子; geb. 17. April 1897 in Asakusa, Tokio; gest. 26. Dezember 1972) war eine japanische Filmschauspielerin. Sie ist bekannt für ihre Rollen als alte Frau aus dem Volke und als ältere Tante, trat in insgesamt 325 Filmen auf. Sie war mit dem Kameramann Hideo Shigehara (茂原 英雄; 1905–1967) verheiratet.

## Leben und Wirken
Iida Chōko wurde in Asakusa, Tōkyō, geboren. Nachdem sie die Oberschule ohne Abschluss verlassen hatte, arbeitete sie im Kaufhaus Matsuzakaya. Aber bald schloss sie sich der Nakamura-Matsugoro-Filmgesellschaft an. 1922 wechselte sie zur Shōchiku-Filmgesellschaft, wo ihre schauspielerischen Fähigkeiten von einem Shōchiku-Direktor wahrgenommen wurden.
Ihr Debüt machte sie 1923 in „Die sterbende Ehefrau“. Dann erschien sie in „Das Portemonnaie“ (がまぐち, Gamaguchi; 1924) und in „Nutzlose Meinung“ (御意見御無用, Goiken muyō) in Zusammenarbeit mit Jun Arai (新井 淳; 1890–1943). Nach ihrer Hochzeit mit Shigehara spielte sie die Hauptrolle in einer Reihe von Filmen von Gosho Heinosuke (五所 平之助; 1902–1981), darunter „Die Schildkröte“ (おかめ, Okame; 1927), „Das Bad in der fließenden Welt“ (浮世風呂, Ukiyo-buro; 1929) und „Weil ich als Frau geboren wurde“ (女と生まれたからにゃ, Onna to umareta kara nya; 1934).
Später spielte Iida zusammen mit Takeshi Sakamoto (坂本 武; 1899–1974) in „Eine Laune“ (Dekigokoro), „Eine Geschichte vom Treibgras“ (Ukigusa Monogatari), „Eine Herberge in Tōkyō“ (Tōkyō no yado) und in anderen Filmen in einer erfolgreichen Reihe des Regisseurs Yasujirō Ozu.
Iida erhielt 1963 die japanische Ehrenmedaille und 1967 den Orden des Heiligen Schatzes 4. Klasse. Sie starb 1972 an Lungenkrebs im Alter von 75 Jahren.

## Filmografie (Kleine Auswahl)
(Filme unter Ozu sind mit einem ◎ gekennzeichnet)
- 1923: Die sterbende Ehefrau (死に行く妻, Shi ni iku tsuma) ihr erster Filmauftritt
- 1928: Ein Körper wunderschön (肉体美, Nikutaibi) ◎
- 1929: Schatz-Berg (宝の山, Takara no yama) ◎
- 1929: Tage der Jugend (学生ロマンス 若き日, Gakusei romansu Wakaki hi) ◎
- 1929: Ich habe promoviert, aber… (大学は出たけれど, Daigaku wa deta keredo) ◎
- 1931: Der Chor von Tokio (東京の合唱, Tōkyō no gasshō) ◎
- 1931: Dame und Schnurrbart (淑女と髯, Shukujo to hige) ◎
- 1932: Wo sind deine Jugendträume jetzt? (青春の夢いまいづこ, Seishun no yume ima izuko) ◎
- 1932: Bis wir uns wiedertreffen (また逢ふ日まで, Mata au hi made) ◎
- 1933: Eine Laune (出来ごころ, Dekigokoro) ◎
- 1934: Eine Mutter sollte geliebt werden (母を恋はずや, Haha o kowazuya) ◎
- 1934: Eine Geschichte über Wasserpflanzen (浮草物語, Ukigusa monogatari) ◎
- 1935: Ein unschuldiges Dienstmädchen (箱入娘, Hakoiri musume) ◎
- 1935: Eine Herberge in Tokyo (東京の宿, Tōkyō no yado) ◎
- 1936: Hochschule ist ein schöner Platz (大学よいとこ, Daigaku yoitoko) ◎
- 1936: Der einzige Sohn (一人息子, Hitori musuko) ◎
- 1937: Was hat die Dame vergessen? (淑女は何を忘れたか, Shukujo wa nani o wasureta ka) ◎
- 1941: Die Geschwister Toda (戸田家の兄妹, Toda-ke no kyōdai) ◎
- 1947: Bericht des Gentlemans aus einfachem Hause (長屋紳士録, Nagaya shinshi roku) ◎
- 1948: Engel der Verlorenen (醉いどれ天使, Yoidore tenshi)
- 1958: Der Rikschamann (無法松の一生 Muhōmatsu no isshō)
- 1970: Das ist mein Himmel! Junger Anführer (俺の空だぜ！若大将, Ore no sora daze! Waka taishō)
- 1971: Tamegoro (やるぞみておれ為五郎, Yaruzomite ore Tamegorō), ihr letzter Film, der nicht fertiggestellt werden konnte

## Fernsehen
Iida trat auch in zahlreichen Fernsehserien auf.